# 菊タロー
菊タロー（きくタロー、1976年11月17日 - ）は、日本の覆面レスラー。
正体は1994年にFULLでデビューした菊澤 光信（きくざわ みつのぶ）とする説がある。

## 経歴

### 菊澤光信
栗栖正伸トレーニングジムでトレーニングを積む。1992年5月7日、W★INGプロモーション後楽園ホール大会の試合開始前に行われた新人入門テストに合格してW★INGに入門。7月、デビュー前にW★INGを退団。同年、ユニバーサル・プロレスリングに入門。
1994年、ユニバーサルが団体名を改称したFULLでデビュー。デビューしてしばらくの間、FULL所属選手としてインディー団体に参戦していた。
FULLが活動停止後、フリーとして様々な団体に参戦して大仁田厚とタッグを組んでデスマッチを行っていたこともあった。一時期、DDTプロレスリングに所属していたこともある。また、東京愚連隊を結成してアメリカとメキシコの団体に参戦していた。この頃、素顔だけでなく様々な覆面レスラーに変装してインディー団体に参戦していた。

### えべっさん
1999年、大阪プロレス専属フリー契約選手として、みちのくプロレスに参戦。7月24日、大阪プロレスamHALL大会でザ・モンキーマジックを相手に「えべっさん」としてのデビューを果たした。
2004年、大阪プロレスと所属契約を交わした。くいしんぼう仮面との「大阪名物世界一選手権試合」を中心とした爆笑を呼ぶ抗争、入場時のお賽銭パフォーマンス、武藤敬司のコピーである「えべ藤さん」、アブドーラ・ザ・ブッチャーのコピーの「えべドーラ・ブーチャン」など、有名レスラーの完璧なコピーで人気を博した。大阪プロレスの他、新日本プロレスや全日本プロレスにも参戦した。
2005年4月24日の大阪プロレスデルフィンアリーナ大会での試合を最後に大阪プロレスとの契約が切れて退団、フリーとして活動することとなった。「えべっさん」のキャラクターが大阪プロレスの登録商標となっていることと、4月29日から2代目えべっさんが大阪プロレスに登場したためフリー転向。5月7日、ディファ有明での「ディファカップ」以降は、えべ太郎のリングネームを使用し、マスク・コスチュームも若干変更したものの、えべ太郎のリングネームも大阪プロレス側からクレームが入ったため、5月14日にアメリカのペンシルベニア州フィラデルフィアのECWアリーナで開催されたベストオブベスト5を最後に使用を止め、暫定的なリングネーム太郎として活動していた。

### 菊タロー

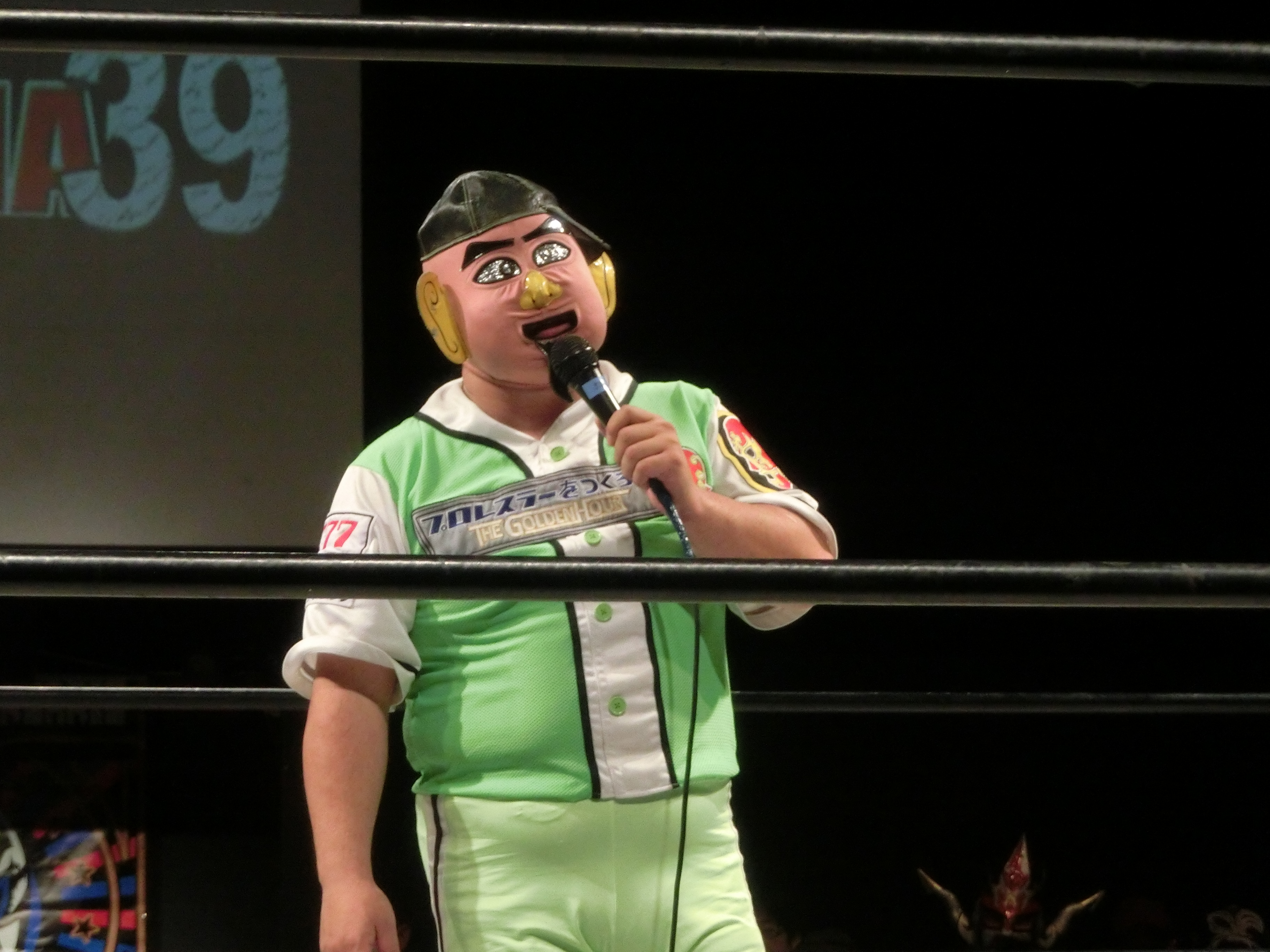
2018年2月4日、覆面MANIA新木場1stRING大会での菊タロー。

2005年5月20日、の全日本プロレスの大会からは菊タローのリングネームを名乗るようになった。以降は日本、海外を問わず、様々な団体で明るく楽しいプロレスを披露し、活躍している。
2007年1月4日、新日本プロレス東京ドーム大会に参戦。
フリーに転向直後は、大阪プロレスに参戦することはなかったが、2008年以降には新旧のえべっさん同士のタッグを組むなどの参戦機会が増えている。2009年（平成22年）には「盟友であるくいしんぼう仮面のたっての願いで」という理由で久々にえべっさんとしての試合を行った。その後も、事実上解散状態にある大阪プロレスに初代えべっさんとして参戦している。
2009年、大阪プロレスの大阪プロレスお笑い王座、DRAGON GATEのオープン・ザ・お笑いゲートタッグ王座（パートナーはドン・フジイ）、さらにDRAGON GATEのオープン・ザ・お笑いゲート王座を奪取して前代未聞のお笑い三冠を達成。名実ともに「日本一面白いレスラー」の称号を手にした。
2014年、プロレスリング・ノアの第8回日テレG+杯争奪ジュニアヘビー級タッグ・リーグ戦に出場。NO MERCYに所属していると発言しているからかNO MERCYの新リーダー平柳玄藩とタッグを組み出場した。
2014年10月23日、新木場1stRINGにて、東京愚連隊の興行として「菊祭り～菊タローデビュー20周年記念興行～」を開催した。
2015年4月11日、みちのくプロレスで活躍中のムーの太陽に入信。
2016年10月13日、11月28日開催の東京愚連隊興行を最後に、無期限の海外遠征を行うと発表した。ラスベガスに移住し、ディーロ・ブラウンがエージェントを務めるパラゴンプロレスを拠点とする予定。声がかかればアメリカ各地で試合を行う放浪サーキットも視野に入れているという。
2020年1月、就労ビザの更新を行うために一時帰国。2月にアメリカに戻るものの、2019新型コロナウイルスの感染拡大のために、全米各地のプロレスの試合がすべてキャンセル。アメリカでの活動が苦境に立たされることとなったが、同タイミングでYoutubeの自身のチャンネルが収益化され、ほぼ毎日オンライン飲み会と題して生放送を行っている。
2021年3月3日、スターダムの日本武道館興行「レック Presents スターダム10周年記念～ひな祭り ALLSTAR DREAM CINDERELLA～」の第1試合の時間差バトルロイヤルに出場。

## 人物（菊タロー）

### プロレスラー
コミカルなムーブ、および軽妙なトークやパフォーマンスを惜しみなく披露し、特に前座から中盤にかけての名脇役として活躍している。その存在感が主役を食ってしまうことも度々あり、正統派レスラーからは強さと違った次元で難敵と見られることがある。お笑い中心ということを抜きにしてもヘビー、ジュニアヘビーを問わず対応できる試合スタイルであるが、全日本の世界ジュニアヘビー級王座のタイトルは105kgという体重制限に引っかかるため、挑戦資格は無い。ただし2011年のジュニア・タッグリーグ戦には、その時の体重が105kg以下だったためエントリーした。
コミックレスラーの面が強いが実はかなり器用で、シャイニングウイザード（菊ザード）、菊落とし、トップコーナーからのミサイルキックやムーンサルトプレス等も使いこなせる。獣神サンダー・ライガーとも名勝負を繰り広げた。
お笑いプロレスというファイトスタイル上、やられっぷりが良く、全日本にチーム3Dが参戦した際は、スポークスマンという体で毎試合のようにテーブルに叩きつけられる役を務めていた。これは受けの強さの証明でもあり、インディー時代にデスマッチも行っていた豊富な経験の賜物といえる。ただし、最近は腰の不調を自らのブログ・ツイッター等で訴えていることが多い。アメリカ遠征の際の合間にWWEを観戦した時は、デスマッチで被った額の傷を見せたらプロレスラーだということを認識してもらえ、バックステージを通してくれたというエピソードがある。
全日本参戦時には渕正信をライバルとして挙げていた。シングルでは勝利を挙げていないものの、コミカルな試合展開はかつての全日本の前半戦の定番「ファミリー軍団対悪役商会」を思わせるものだった。かつて苦楽を共にした仲間でもある荒谷望誉とは「バカ兄弟」を結成し、時には戦い、時にはタッグを組み、独自のゆるい試合を展開して会場を暖めるのに一役買っていた。2009年の荒谷の引退試合でもタッグを組み、渕・TAKAみちのく組と戦った。
分身キャラやコピーキャラの開発も続けており、ZERO1-MAXではP-Force Menの新メンバー「KTP-101.5kg」として、あるいは「菊藤（きくとう）さん」としての活動も見られるようになった。全日本のファン感謝デーで行われたプロレスラーと物まね芸人のタッグ試合「F-1タッグ選手権」では、コミッショナー「菊サン・ハンセン」（スタン・ハンセンのコピー）として登場した。近年ではジャンボ鶴田のコピーレスラー「ジャンボ菊」としてマッスルハウス6や「風になれ」など、DDTプロレスリングが関わった興行に素顔で登場した。覆面レスラーにとって素顔を晒すのは御法度であるのだが、菊タローの場合はネタのためにあっさりとマスクをめくって、素顔を見せるシーンが幾度となく見かけられている。
2006年10月21日に武藤敬司、中嶋勝彦と組み、メインでVOODOO-MURDERSと試合した際、VMにマスクを剥がされ、大流血に追い込まれる。普段のお笑いを織り交ぜた試合ではなく、シリアスな試合となった。試合には負けたものの、試合後リング上で武藤と抱き合う。リベンジマッチとなった武藤・土方隆司・菊vsVMでは本来のマスクの下に怒りのマスクを被り、最後はそれぞれ三人のシャイニング・ウィザードで勝利した。
2007年までは全日本を主戦場としていたが、2008年は全日本に5回しか呼ばれなかった、と翌年の全日本の新春興行でこぼし、ネタにしていた。しかし、インディー時代から現在まで培われた多彩なレスラーの交流があり、声をかけられたり売り込んだりなどで常にどこかの団体に顔を出している存在である。
2008年にはプロレスとアキバ系文化の融合を図った「アキバプロレス」を自らプロデュースして8月に東京秋葉原UDXにて旗揚げ戦を行った。同年12月にディファ有明で開催した第2回興行では「メタルギアソリッド4」「ストリートファイターIV」などのゲームとのコラボを実現させた。アキバプロレスはコミックマーケット開催や大型連休の時期に合わせて開催する構想であったが、2009年12月開催の第4回興行以来、アキバプロレスとしての興行は打たれていない。菊タローが他団体に参戦する際は、アキバプロレス所属を名乗っている。
現地での試合や動画サイトなどを通じて海外のファンも獲得しており、DDTにプロレス留学生として参戦していたワンチューロもそのひとりである。ワンチューロが2014年3月にバトルロイヤルで勝利して「好きな選手と対戦権」を獲得した際は菊タローを指名、同年3月29日に対戦した（菊タロー勝利）。試合では松井レフェリーも含め、3人で数々の、お約束ムーブを披露。

### 多趣味人
非常に多趣味な人物である。リング上同様にプライベートでも人脈が広い。
ゲーム
プロレス界の中でも屈指のゲーマーとして知られており、同じゲーマーレスラーのK-ness.も菊タローを尊敬すると語っている。菊タローのコスチュームスポンサーである「ファミ通」とは縁が深く、編集部によく現れている。同紙上でコラムを執筆していたほか、特集記事への寄稿や、同誌連載漫画「いい電子」（みずしな孝之）への登場も多い。また、ファミ通読者が同誌を宣伝するために様々な場所で着用する「ファミ部」Tシャツを着用してプロレスリング・セムで試合を行ったこともある。「ファイプロ・リターンズ」（スパイク）や「オールスター・プロレスリングIII」（えべっさん時代。スクウェア・エニックス）の広告キャラクターでもあった。「半熟英雄4 〜7人の半熟英雄〜」（スクウェア・エニックス）にも、えべっさんが出演していた。YouTubeでは「菊タローTV Kikutaro TV」としてほぼ毎日ゲーム配信を行っている。
アニメ
アニメに関しては視聴するのみではなく、声の仕事もしたいという希望を持っており、単発ではあるが声優としての仕事を行ったことがある。テレビアニメ『天体戦士サンレッド』では、真摯に声優修業を行った甲斐もあり、初めて役名（ウェザーイエロー）付きの出演を果たした。声優の池澤春菜や渡辺明乃とは親交があり、渡辺と誕生日が近いことから合同で誕生会を開いてもらったことがあった。
パチンコ、パチスロ
ブログ上では休日や遠征先でパチンコ、パチスロを楽しんだ旨の記事が多い。埼玉県さいたま市のとあるパチンコ店では、2006年（平成19年）より月1回のイベントとして1日店長を務めている。動画コンテンツとして、菊タローがパチスロを実践する企画「菊タローのマッスロ」も配信されていた。
お笑い
2001年の第1回「M-1グランプリ」ではスペル・デルフィンと「なんで家いるか・えびす」というコンビを結成して挑戦。本職の芸人相手に3回戦まで進出するという快挙を成し遂げた。2003年のM-1グランプリでもタイガースマスクと「なんで家とら・えびす」というコンビを組み1回戦を突破。
旅行
旅行が趣味でオフにはNOSAWA論外や296らと、ときには一人で日本国外に繰り出して行った先で試合をすることもある。独学ながら語学が堪能であり、試合交渉も自分で行っている。2007年のイギリス遠征時はマイクパフォーマンスを英語で行い、キッチリと笑いをとったほどだった。メキシコ遠征の回数も多いことからスペイン語も習得している。自身のYouTubeでは水曜スペシャルのオマージュとして「水曜スッペシャル」として米国の温泉地を探検する動画を度々アップしている。

## 得意技
菊落とし（旧：えびす落とし）
相手をファイヤーマンズキャリーで肩に担ぎ上げ、相手の下半身を押し上げて宙に浮かせ、落下する相手のほうに体を向けながら尻もちをつき、相手の背中からマットに叩きつけるみちのくドライバーII。ハリケーンドライバーと同型。
シャイニング菊ザード（旧：シャイニングえべザード）
お決まりの武藤敬司ムーブが入る。
シャイニングケンカキック
シャイニング菊ザードと見せかけて放つ。お決まりの蝶野正洋ムーブが入る。
ブサイクが膝蹴り
KENTAのブサイクへの膝蹴りと同型。
開運トルネード
スカイツイスタープレスと同型。
開運固め
七福神固め
笑福プレス
地獄落とし
えべラルドフロウジョン
財津一郎ストレッチ「タケモトピアノ」
ブルドッギングヘッドロック
大阪時代の初期のころはほぼ成功していたが、相手をコーナーに振ってラリアットを放ってからヘッドロックの体勢に移行して技をかけようとしていつもすっぽ抜ける。
ブレーンバスター
長い口上を言ってから投げようとするため、極稀にしか成功しない。別名「注文の多いブレーンバスター」。
ハワイ式監獄固め
2021年のアメリカ入国トラブル以降使用。
ムーンサルトプレス
たまにしか当たらずほとんどかわされる。
女子プロレスラーへのセクハラ
抱きついてキスしようとしたりバックから胸を揉んだりする。豊かな胸を持つ華名がよく餌食にされていた。男女混合6人マッチでは敵味方全員（場合によってはレフェリーさらにセコンドやリングアナウンサーも加わる）からストンピングで制止される。
はずかし固め
これも女子プロレスラーへのセクハラの一つ。仰向けの女子プロレスラーの足を取って股を広げて固める。固められた女子プロレスラーに一言言わせるのがお決まりのパターン。
パワースラム
体重が乗っており非常にきれいに決まる。本人も形に自信があると豪語している。
エルボードロップ
武藤敬司のフラッシング型を度々見せるが、基本的なエルボードロップも多用する。
ドロップキック
片足ではなく両足で踏み切る特徴がある。
レフェリーいじり
フォールをしたりしなかったりを繰り返したり、金的攻撃を見舞う。大抵の場合はレフェリーに説教されたり、蹴りを見舞われるオチが付いている。

## 入場曲
- えべっさん :　商売繁盛! ～大阪プロレス“えべっさん”イメージソング～(唄・遠藤正明)[10]をアレンジしたもの。
- 菊タロー : GAME（perfume）、忘却のノスタルジア（佐藤裕美）

## タイトル歴
大仁田厚プロレスリング
- ボブワイヤーストリートファイト6人タッグ王座

大阪プロレス
- 大阪プロレスバトルロイヤル王座
- 大阪プロレスお笑い王座
- 大阪名物世界一王座

DDTプロレスリング
- アイアンマンヘビーメタル級王座

DRAGON GATE
- オープン・ザ・お笑いゲート王座
- オープン・ザ・お笑いゲートタッグ王座

MOBIUS
- EL Mejor de Mascarad王座
- APEX OF TRIANGLE王座

東京愚連隊
- 東京インターコンチネンタルタッグ王座

OSW
- OSW認定覆面世界一王座

## プロレスラーものまね
菊藤さん（旧：えべ藤さん）
武藤敬司のものまね。最も使用されるものまね。
菊サン・ハンセン（旧：えべサン・ハンセン）
スタン・ハンセンのものまね。F-1タッグ王座のコミッショナーとして片言の日本語で認定証を読み上げる。試合では常に動き回っているハンセンの動きを再現。試合中は「Hurry-up!（カウント急げ! ※ジョー樋口に対する口癖だった）」か「Ask him!（ギブアップか聞け）」ばかり言う。
菊ドーラ・ザ・ブッチャー（旧：えべドーラ・ブーチャン）
アブドーラ・ザ・ブッチャーのものまね。全身を茶色に塗り、額から流血しているデザインのマスクを着用。ブッチャーの使用凶器だったフォークと違いしゃもじを使用。攻撃を受けると甲高い悲鳴をあげながら額を押さえて悶える。
獣神サンダー・菊イガー（旧：獣神サンダー・えべイガー）
獣神サンダー・ライガーのものまね。新日本プロレスで開催された「ベスト・オブ・ザ・スーパージュニア」出場時に見せたコスチューム。掌底を見せるも本家の垂直落下ブレーンバスターを食らってしまった。
菊タス・ジャック
カクタス・ジャックのものまね。マットに倒れながらもカクタスの定番アピールである「バンバン」をやっていた。
菊菊菊（トリプル菊）
トリプルHのものまね。
ジャンボ菊
ジャンボ鶴田のものまね。マスクは被らず、素顔で鼻に詰め物をしている。
ダンプ菊
ダンプ松本のものまね。マスクは被らず、素顔に極悪メイクで髪は金に染めた。
菊浩
馳浩のものまね。
ブル菊
ブル中野のものまね。試合中に自らマスクを脱いでブル中野風のメイクやヌンチャクさばきを見せる。

## 出演作
えべっさん
- 映画『大阪プロレス飯店』 - 本人役
- 映画『兜王ビートル』 - 本人役
- テレビアニメ『超重神グラヴィオンZwei』声優 - 男A（第8話）
- ゲーム『半熟英雄4 〜7人の半熟英雄〜』 - 本人役。正月イベントにランダムで登場するほかにエッグモンスターとして参戦

菊タロー
- 舞台『アラスタ2 悪魔城DORAKYURAサマ』
- テレビアニメ『獣装機攻ダンクーガノヴァ』声優 - ホームレス役（第7話）
- テレビ『オールスター感謝祭』（第32回） - ローションボクシングに参加
- テレビアニメ『PRISM ARK』声優 - チンピラ（第8話）
- テレビアニメ『天体戦士サンレッド』（第2期）声優 - ウェザーイエロー（第1話、第9話、第25話）、ゼネ（第8話）、シシイ（第15話）、ナイトブラザー（第25話）、フルプ（第26話）、パチンコ店のアナウンス（第26話）
- テレビアニメ『ブラッドラッド』声優 - ハトムネ運送（2）[11]
- 舞台『夢の中のキミの街』うわの空・藤志郎一座
- テレビアニメ『ハマトラ』声優 - 温泉施設を襲撃にきたチ－ムの男湯担当・男（第5話）
- パチンコ『CR神音の森』（ニューギン）声優 - 酒呑童子
- テレビアニメ『牙狼-GARO- -炎の刻印-』声優 - ビガス（第8話）
- 動画コンテンツ『菊タローのマッスロ』（ScooP!tv）
- テレビアニメ『てーきゅう』声優 - 熊（7期5話）